# Contea di McDuffie
La contea di McDuffie (in inglese McDuffie County) è una contea dello Stato della Georgia, negli Stati Uniti. La popolazione al censimento del 2000 era di 21 231 abitanti. Il capoluogo di contea è Thomson.